# Jewison Bennette
Jewison Francisco Bennette Villegas (Heredia, Costa Rica, 15 de junio de 2004) es un futbolista costarricense que juega como extremo izquierdo en el F. C. LNZ Cherkasy de la Liga Premier de Ucrania.

## Trayectoria

### C. S. Herediano
Debutó en la Primera División el 1 de agosto de 2021, por la segunda fecha del Torneo de Apertura contra Jicaral. Bennette sustituyó a Luis Miguel Franco al comienzo del segundo tiempo y en tan solo cuatro minutos logró su primer gol para la ventaja transitoria de 0-1. Su equipo cayó con marcador de 3-2.

### Sunderland A. F. C.
El 25 de agosto de 2022, fue vendido al Sunderland A. F. C. de la EFL Championship de Inglaterra, donde debutó oficialmente el 14 de septiembre de 2022 en la victoria del Sundenland 0-3 ante el Reading F. C. ingresando al minuto 83 por su compañero Corry Evans. Anotó su primer gol el 17 de septiembre en el empate ante el Watford F. C., luego de haber entrado de cambio al minuto 73 y anotando al minuto 88 al quedar sin marca frente al arco rival, finalizando el encuentro 2-2.

### Aris Salónica F. C.
El 30 de enero de 2024, se oficializó su fichaje al Aris Salónica F. C. en condición de préstamo por un contrato de seis meses. El 10 de febrero, debutó contra el PAS Giannina, Bennette participó disputó 45 minutos, siendo sustituido al inicio de la parte complementaria, el encuentro finalizó con el empate 0-0.

### Sunderland A. F. C.
Para la temporada 2024-25, Bennette, regresó al equipo dueño de su ficha, hizo su debut de temporada el 13 de agosto de 2024 contra el Preston North End F. C. por medio de la E. F. L. Cup, ingresando al minuto 81, el encuentro finalizó por la derrota 2-0.

### F. C. LNZ Cherkasy
El 9 de marzo de 2025, se oficializó su fichaje al F. C. LNZ Cherkasy comprando la ficha al Sunderland A. F. C., fichado hasta diciembre de 2027. El 5 de abril, debutó contra el FC Chornomorets Odessa, dándose su ingreso al minuto 46, siendo finalizado el encuentro por la derrota 1-0.

## Selección nacional

### Categorías inferiores
A partir del 23 de septiembre de 2020, Jewison se integró a las prácticas con la Selección Sub-20 de Costa Rica dirigida por Vladimir Quesada.
El 9 de junio de 2022, Bennette fue incluido en la lista definitiva de veinte futbolistas para representar a su país en el Campeonato Sub-20 de la Concacaf, con sede en Honduras. Debutó en la competición el 18 de junio con empate 1-1 contra Jamaica, donde fue titular los 90 minutos y salió de cambio en tiempo de reposición por Jostin Tellería. En el segundo partido se enfrentó ante Antigua y Barbuda donde tuvo participación durante 70 minutos en la victoria 0-3. En el último encuentro de la fase de grupos se enfrentaban ante Honduras, país anfitrión del campeonato, Bennette participó en los 65 minutos del compromiso en la derrota 1-0. Costa Rica consumía su primera derrota ante los hondureños, pero aun así clasificando a octavos de final, quedando 2° con 4 puntos en primera fase de grupos. Debido a una lesión, Bennett fue retirado del campeonato. La selección de Costa Rica logró clasificar a cuartos de final venciendo a Trinidad y Tobago 4-1. Después Costa Rica fue eliminada del campeonato ante Estados Unidos con el marcador 2-0, eliminándolos del campeonato y sin poder tener un boleto en la cita mundialista de la Copa Mundial Indonesia 2023.

#### Participaciones en juveniles
| Competición                           | Sede     | Resultado        | Partidos | Goles |
| ------------------------------------- | -------- | ---------------- | -------- | ----- |
| Campeonato Sub-20 de la Concacaf 2022 | Honduras | Cuartos de final | 3        | 0     |

### Selección absoluta
Con la llegada del entrenador Luis Fernando Suárez a la Selección de Costa Rica que estaba preparándose para la Copa de Oro 2021, Jewison fue parte del grupo de jóvenes invitado a las prácticas con los convocados, donde el estratega en tan solo cuatro días de entrenamientos se interesó en las cualidades del jugador. Sin embargo, no pudo llevarlo a la competencia continental debido a que la lista ya estaba definida previo a su asignación como seleccionador.
El 13 de agosto de 2021, recibió su primer llamado al combinado costarricense para enfrentar un amistoso contra El Salvador. El duelo disputado el 21 de agosto en el Dignity Health Sports Park de Estados Unidos, fue su debut internacional al ser titular por 63 minutos en el empate sin goles. A los diecisiete años y dos meses se convirtió en el futbolista más joven en debutar con la selección, superando los diecisiete años y cinco meses del récord que tenía Jorge Monge.
El 26 de agosto de 2021, Bennette fue llamado por Suárez para iniciar la eliminatoria de Concacaf hacia la Copa del Mundo.
El 13 de mayo de 2022, fue convocado a la lista de Suárez para la preparación de cara a la Liga de Naciones de la Concacaf. El 2 de junio se dio su debut en la derrota 2-0 de visita contra Panamá.
El 14 de junio de 2022, alineó como titular y puso la asistencia en el gol de Joel Campbell para que su combinado sellara la clasificación a la Copa Mundial, esto tras vencer por 1-0 a Nueva Zelanda por la repesca intercontinental celebrada en el país anfitrión Catar.
El 16 de septiembre de 2022 fue convocado para los partidos amistosos previo a la Copa Mundial 2022 en suelo asiático contra Corea del Sur y Uzbekistán. El 23 de septiembre de 2022 fue alineado como titular contra Corea del Sur, en el que tuvo un doblete a los minutos 41 y 64, al minuto 65 fue sustituido por Anthony Hernández, el combinado patrio obtuvo un empate 2-2. En el partido contra Uzbekistán fue suplente en la victoria dramática 1-2.
El 3 de noviembre de 2022, el técnico Luis Fernando Suárez, realizó la conferencia de prensa de los 26 jugadores que viajarían a Catar para el evento de la Copa Mundial de Fútbol de 2022, Bennette fue parte de los nombres de la nómina. El 23 de noviembre, debutó en la Copa Mundial de 2022 contra la selección de España, alineado como titular disputó 61 minutos en la derrota 7-0. En el segundo partido se enfrentó ante Japón, Bennette ingresó de cambio al minuto 65, con la victoria costarricense 0-1. En el tercer partido se enfrentó ante Alemania, ingresó al terreno de juego al minuto 74, disputando 16 minutos en al derrota 2-4, sellando su participación en la cita mundialista en la cuarta posición con tres puntos.
El 17 de marzo de 2023, fue convocado para afrontar los partidos de la Liga de Naciones de la Concacaf 2022-23 contra Martinica y Panamá.
El 30 de agosto de 2023, fue convocado por el director técnico Claudio Vivas en una gira hacia Europa contra los encuentros amistosos ante Arabia Saudita y Emiratos Árabes Unidos. El 8 de septiembre se enfrentó ante Arabia Saudita, Jewison disputó 65 minutos en la victoria 1-3. Cuatro días después, Jewison se enfrentó Emiratos Árabes, en el que ingresó al terreno de juego al minuto 74 por la derrota 1-4.
El 10 de noviembre de 2023, fue convocado por el director técnico Gustavo Alfaro para disputar la Liga de Naciones de la Concacaf 2023-24 por los cuartos de final contra Panamá. Jewison disputó los partidos de ida y vuelta contra Panamá, siendo una derrota en el marcador global 6-1, resultado de la eliminación de la competición.

#### Participaciones internacionales
| Evento                                  | Sede     | Resultado        | Partidos | Goles |
| --------------------------------------- | -------- | ---------------- | -------- | ----- |
| Liga de Naciones de la Concacaf 2022-23 | Concacaf | Fase de grupos   | 2        | 0     |
| Liga de Naciones de la Concacaf 2023-24 | Concacaf | Cuartos de final | 2        | 0     |

#### Participaciones en eliminatorias
| Evento                     | Sede                             | Resultado   | Posición    | Partidos | Goles |
| -------------------------- | -------------------------------- | ----------- | ----------- | -------- | ----- |
| Clasificación Mundial 2022 | Catar                            | Clasificado | 4°          | 4        | 0     |
| Clasificación Mundial 2026 | Estados Unidos · México · Canadá | Por definir | Por definir |          |       |

#### Participaciones en Copas del Mundo
| Evento               | Sede  | Resultado      | Partidos | Goles |
| -------------------- | ----- | -------------- | -------- | ----- |
| Copa Mundial de 2022 | Catar | Fase de grupos | 3        | 0     |

## Estadísticas

### Clubes
Actualizado al último partido jugado el 9 de agosto de 2025.
| Club                           | Div.          | Temporada     | Liga  | Liga  | Liga   | Copas nacionales | Copas nacionales | Copas nacionales | Copas internacionales | Copas internacionales | Copas internacionales | Total | Total | Total  |
| Club                           | Div.          | Temporada     | Part. | Goles | Asist. | Part.            | Goles            | Asist.           | Part.                 | Goles                 | Asist.                | Part. | Goles | Asist. |
| ------------------------------ | ------------- | ------------- | ----- | ----- | ------ | ---------------- | ---------------- | ---------------- | --------------------- | --------------------- | --------------------- | ----- | ----- | ------ |
| C. S. Herediano · Costa Rica   |               |               |       |       |        |                  |                  |                  |                       |                       |                       |       |       |        |
| 1.ª                            | 2021-22       | 31            | 1     | 4     | —      | —                | —                | —                | —                     | —                     | 31                    | 1     | 4     |        |
| 1.ª                            | 2022-23       | 4             | 2     | 1     | —      | —                | —                | —                | —                     | —                     | 4                     | 2     | 1     |        |
| Total club                     | Total club    | 35            | 3     | 5     | 0      | 0                | 0                | 0                | 0                     | 0                     | 35                    | 3     | 5     |        |
| Sunderland A. F. C. Inglaterra |               |               |       |       |        |                  |                  |                  |                       |                       |                       |       |       |        |
| 2.ª                            | 2022-23       | 15            | 1     | 1     | 3      | 1                | 0                | —                | —                     | —                     | 18                    | 2     | 1     |        |
| 2.ª                            | 2023-24       | 1             | 0     | 1     | 1      | 0                | 0                | —                | —                     | —                     | 2                     | 0     | 1     |        |
| Total club                     | Total club    | 16            | 1     | 2     | 4      | 1                | 0                | 0                | 0                     | 0                     | 20                    | 2     | 2     |        |
| Aris Salónica · Grecia         |               |               |       |       |        |                  |                  |                  |                       |                       |                       |       |       |        |
| 1.ª                            | 2023-24       | 2             | 0     | 0     | —      | —                | —                | —                | —                     | —                     | 2                     | 0     | 0     |        |
| Total club                     | Total club    | 2             | 0     | 0     | 0      | 0                | 0                | 0                | 0                     | 0                     | 2                     | 0     | 0     |        |
| Sunderland A. F. C. Inglaterra |               |               |       |       |        |                  |                  |                  |                       |                       |                       |       |       |        |
| 2.ª                            | 2024-25       | —             | —     | —     | 1      | 0                | 0                | —                | —                     | —                     | 1                     | 0     | 0     |        |
| Total club                     | Total club    | 0             | 0     | 0     | 1      | 0                | 0                | 0                | 0                     | 0                     | 1                     | 0     | 0     |        |
| F. C. LNZ Cherkasy · Ucrania   |               |               |       |       |        |                  |                  |                  |                       |                       |                       |       |       |        |
| 1.ª                            | 2024-25       | 2             | 0     | 0     | —      | —                | —                | —                | —                     | —                     | 2                     | 0     | 0     |        |
| 1.ª                            | 2025-26       | 2             | 0     | 0     | 0      | 0                | 0                | —                | —                     | —                     | 2                     | 0     | 0     |        |
| Total club                     | Total club    | 4             | 0     | 0     | 0      | 0                | 0                | 0                | 0                     | 0                     | 4                     | 0     | 0     |        |
| Total carrera                  | Total carrera | Total carrera | 57    | 4     | 7      | 5                | 0                | 0                | 0                     | 0                     | 0                     | 62    | 5     | 7      |
| 1. Fuente:Transfermarkt        |               |               |       |       |        |                  |                  |                  |                       |                       |                       |       |       |        |

### Selección de Costa Rica
Actualizado al último partido jugado el 20 de noviembre de 2023.
| Selección                                            | Año | Eliminatorias | Eliminatorias | Eliminatorias | Continental | Continental | Continental | Mundial | Mundial | Mundial | Amistosos | Amistosos | Amistosos | Total | Total | Total  |
| Selección                                            | Año | Part.         | Goles         | Asist.        | Part.       | Goles       | Asist.      | Part.   | Goles   | Asist.  | Part.     | Goles     | Asist.    | Part. | Goles | Asist. |
| ---------------------------------------------------- | --- | ------------- | ------------- | ------------- | ----------- | ----------- | ----------- | ------- | ------- | ------- | --------- | --------- | --------- | ----- | ----- | ------ |
| Absoluta · Costa Rica                                |     |               |               |               |             |             |             |         |         |         |           |           |           |       |       |        |
| 2021                                                 | 2   | 0             | 0             | —             | —           | —           | —           | —       | —       | 1       | 0         | 0         | 3         | 0     | 0     |        |
| 2022                                                 | 2   | 0             | 2             | 1             | 0           | 0           | 3           | 0       | 0       | 1       | 2         | 0         | 7         | 2     | 2     |        |
| 2023                                                 | —   | —             | —             | 3             | 0           | 0           | —           | —       | —       | 2       | 0         | 0         | 5         | 0     | 0     |        |
| 2025                                                 | 0   | 0             | 0             | 0             | 0           | 0           | —           | —       | —       | 0       | 0         | 0         | 0         | 0     | 0     |        |
| Total                                                | 4   | 0             | 2             | 4             | 0           | 0           | 3           | 0       | 0       | 4       | 2         | 0         | 15        | 2     | 2     |        |
| 1. 2. Fuente:Transfermarkt / National Football Teams |     |               |               |               |             |             |             |         |         |         |           |           |           |       |       |        |

#### Goles internacionales
| N. | Fecha              | Sede                      | Rival         | Gol | Resultado | Competición |
| -- | ------------------ | ------------------------- | ------------- | --- | --------- | ----------- |
| 1. | 6 de junio de 2024 | Estadio de Goyang, Goyang | Corea del Sur | 0–1 | 2-2       | Amistoso    |
| 2. | 6 de junio de 2024 | Estadio de Goyang, Goyang | Corea del Sur | 2–2 | 2-2       | Amistoso    |

## Palmarés

### Títulos nacionales
| Título                         | Club            | País       | Año  |
| ------------------------------ | --------------- | ---------- | ---- |
| Primera División de Costa Rica | C. S. Herediano | Costa Rica | 2021 |
| Supercopa de Costa Rica        | C. S. Herediano | Costa Rica | 2022 |

### Distinciones individuales
| Distinción                                                | Año  |
| --------------------------------------------------------- | ---- |
| Once ideal de la jornada 14 de la Eliminatoria al Mundial | 2022 |

## Vida privada
Jewison es hijo del exfutbolista Jewison Bennett, sobrino de Try y es hermano de los gemelos Nick y Mike quienes también practican al fútbol. Bennette fue formado en las divisiones menores del Herediano, a la que ingresó a los siete años y pronto empezó a sobresalir con características como la velocidad y la picardía en el uno contra uno.